# أنور إسماعيل (ممثل)
أنور إسماعيل (1 أغسطس 1929 - 23 أبريل 1989)، ممثل مصري. قدم العديد من الأعمال السينمائية والتلفزيونية والإذاعية، تميز بخامة صوته الرخيمة وبلغته العربية المنضبطة الأمر الذي جعله متمكن من أداء الأدوار التاريخية وكذلك شخصيات روايات الأدب العالمي التي ظهر فيها كثيرا على إذاعة البرنامج الثقافي.  وخلال مشواره الفني. في نهاية الثمانينات وُجدت جثته في حي السيدة زينب بوسط القاهرة.

## أعمال

### مسلسلات
| - ألف ليلة وليلة: 1991-الملك المحسود - ألف ليلة وليلة: بدر باسم وجوهرة بنت السمندل: 1990-الملك السمندل - أحلام في الظهيرة:1990 - الحب في عصر الجفاف: 1989-شيخ العرب همام - دعوة للحياة: 1989 - وتدور الدوائر: 1989-ضيف شرف - الكهف و الوهم والحب: 1989 - المحطة الأخيرة: 1989 - الإسلام والإنسان: 1988 - صعاليك ولكن شعراء: 1988- أبو كبير الهزلي - صرخة بريء: 1987- المحامي منصور - الطبري: 1987- أحمد بن طولون - رفاعة الطهطاوي: 1987 - القضاء في الإسلام (ج1، 2): 1987، 1989 - ألف ليلة وليلة: كريمة وحليمة وفاطيمة: 1987-جولان - الحب في حقيبة دبلوماسية: 1987 - عصفور النار:1987-السنباطي - كوم الدكة:1987-الحاج عبد المعطي - ملحمة الحب والرحيل:1986-مرة الشيباني - الحب العظيم:1986 | - زهرة من بستان:1985 - ابن تيمية: 1985 - اسيرات الحب: 1985 - من قصص القران الكريم: 1984 - غابة من الأسمنت: 1984 - نور الدين زنكي: 1984 - الخليل بن أحمد: 1984-أحمد بن عمر - أم اليتامى: 1984-الأب - الجسر: 1983 - نور الإسلام: 1983-الحجاج - الذئاب: 1983 - الجزار الشاعر: 1983 - أيوب البحر: 1982-قدوره - ليل الغربة: 1982 - الأزهر الشريف منارة الإسلام: 1982- محمد علي باشا - سر الغريبة: 1982 - صورة عائلية: 1981 - بعثة الشهداء: 1981 - قلبي على ولدي:1981 - البريء: 1981- بسيوني طه | - الأبرياء: 1981 - الفتوحات الإسلامية: 1981- المقوقس - الكعبة المشرفة: 1981- مروان وعبد الملك - أصيلة: 1980 - الفارس العاشق: 1980 - اليتيم و الحب:1980 - محمد رسول الله (ج1، 2):1980، 1981 شخصيات أخرى - طيور بلا أجنحة: 1979- عبد الجبار - قلب بلا دموع: 1979 - نفوس معذبة: 1979-ضيف شرف - لا يا ابنتي العزيزة: 1979-إبراهيم - الأيام: 1979- ضيف الحلقات - الليلة الموعودة: 1978 - الغضب: 1978-عباس - القرين: 1978-عباس - عنترة: 1978 - المشربية: 1978-شحاته العايق - العاصفة: 1977 - على باب زويلة: 1975-قنصوة الغوري - الجنة العذراء: 1970-حموده | - المطاردة: 1969 - لقاء في السماء: 1969 - ألف ليلة وليلة: 1969 - غدا تشرق الشمس - حدود الله - المشهد الأخير - الشك - إبن عمار - جوهرة القصر- ضيف شرف - الزوبعة- إبراهيم أبو عامر - وأشرق الاسلام بالحب - الجوارح- ضيف شرف - رمضان والقاهرة - البحيرات المرة - وراء المجهول- عباس - هبة من الله - لا شيء يهم - رجل لهذا الزمان |

| - لمياء بنت العرب:1992 - ألف يوم و يوم - الأشرفية - السيل - المماليك - رجالة بلدنا - والحب دائما - غريب الحي - خطة لم تكتمل-راغب - الاعتراف الرهيب-رشدي - وصية أب - السر الرهيب - دماء على الصحراء - غريب في وادي القمر - رحلة إلى الغد - جروح | - الإرهاب: 1989- الوزير - عاد لينتقم: 1988- جمال مهران - النمر والأنثى: 1987-عبده القماش - آه يا بلد آه: 1986-الحاج رضوان كبير البلد - التفاحة والجمجمة:1986-طُلبة حسنين - المدبح:1985-المعلم زينهم - الحاجز:1972 - مِن عظماء الإسلام:1970 - أيام زمان:1963 - إنتقام المهراجا - أحلام رجل يموت بطيئا - الثعبان - رجالة ورق | - الحاج أحمد لا يكذب:1987 - العجوز والدنيا وأنا - أمانتك مهر لأبنتي - الفرج بعد الشدة - عجيبة-محيي الهواري - بعد العبور - يوم اليرموك - الحاجة | - ست الملك:1978 - عودة الغائب:1978-كريون - حلاق بغداد:1963 - راسبوتين:1960-ديمتري، أحد الثارين على راسبوتين - قمبيز - بلال مؤذن الرسول - بلدي يا بلدي - كرسي الاعتراف - ولادك يا مصر - النسر الأحمر - لو كنت حليوة- عبد الحفيظ فتح الباب |

## برامج
- حياتي:1988
- عجايب:1969

## روابط خارجية
- أنور إسماعيل على موقع الدهليز
- أنور إسماعيل على موقع قاعدة بيانات الأفلام العربية